# Otto Wallgren

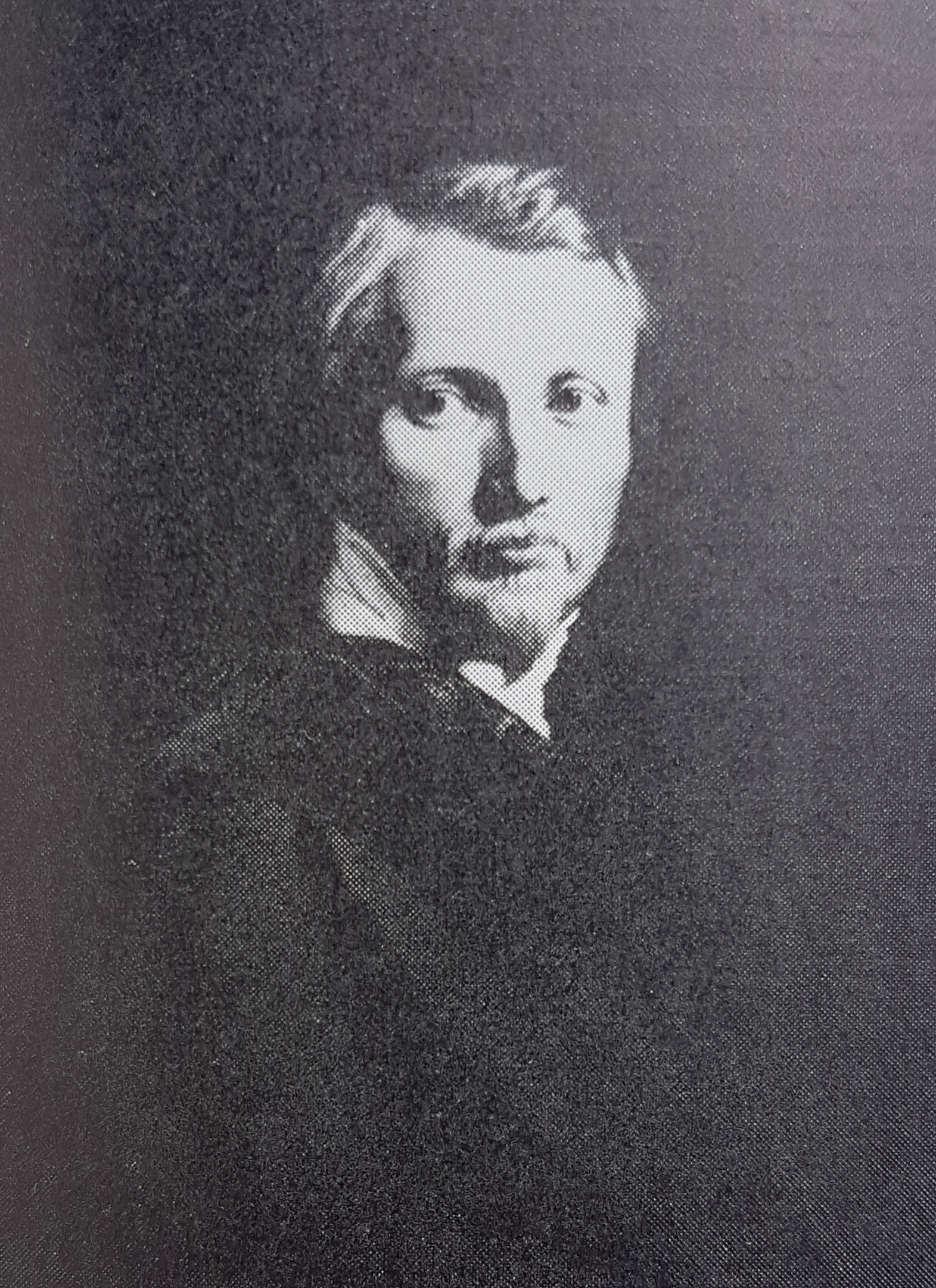
Otto Wallgren (Johan Cardon)

Otto Henrik Wallgren, född 26 juli 1795 i Lerhamn, Brunnby socken, Malmöhus län, död 24 maj 1857 i Stockholm, var en svensk historiemålare, tecknare, grafiker och vice professor vid Konstakademien.
Wallgren var son till en trädgårdsmästare och kom tämligen tidigt som elev till Konstakademien och studerade från 1815 målning för Fredric Westin samt tekniken att etsa för Christian Forssell. Redan från början av sin studietid vid akademien ingav han mycket stora förhoppningar om att bli en skicklig målare och kunde vid dess utställning 1816 visa prov på sin förmåga att kopiera i olja. Han uppmuntrades med såväl den Meyerska som den Tessinska medaljen innan han slutligen åren 1820 och 1823 vann den Kungliga medaljen. Han tilldelades dessutom det större målningsstipendiet tre gånger första gången för målningen Abraham offrar sin son Isak 1818 och sista gången 1828. Han blev agré vid akademien 1829 och i slutet av 1820-talet blev han akademiens resestipendiat som han utnyttjade för studier i Paris och Italien där han bland annat studerade olika litografimetoder. Efter återkomsten till Sverige 1835 målade han flera tavlor med motiv från Frankrike och Italien med bland annat italienska folktyper. Han valdes in som ledamot i konstakademien 1837 och utnämndes till vice professor vid akademien 1854 och verkade där fram till sin död som teckningslärare. Under akademiåren bedrev han sitt eget konstnärskap med figur- bibliska motiv och historiebilder enligt den tidens tradition. Vid sidan av sitt eget skapande utförde han ett flertal kopior efter de stora mästarna. Bland annat kopierade han Annibale Carraccis Kristus som död som ställdes ut 1836 och Rafaels Den heliga familjen. Bland hans egna historiska målningar märks Burrus kastar sig för Neros fötter och Heimdal han övergick senare till att skildra svenska bönder och deras arbete. Som porträttmålare utförde han bland annat porträtt av medlemmar ur den grevliga ätten Bonde af Björnö samt de borgerliga familjerna Falkman, Kalling, Sjöcrona, Trolle och Wrangel af Sauss i en stil som anknyter till den danska Eckersbergsskolan.
Konstmecenaten greve Gustaf Trolle-Bonde uppmärksammade tidigt Wallgrens talang och lät sig 1828 avporträtteras av Wallgren därefter utförde han för Trolle-Bondes räkning ett stort antal kostymbilder ur bondelivet som efter Wallgrens död utgavs med 28 färglitografier under titeln Skånska allmogens klädedrägter. Teckningar efter naturen 1860–1863 med beskrivande texter av Harald Wieselgren. Som illustratör blev han känd genom en stora mängd teckningar han utförde till G.H. Mellins verk Sveriges store män 1840–1849 och illustrationer till samme författares Den skandinaviska nordens historia 1850–1855 och sin egen bok Samling af alla öfver konung Carl XIV Johan och drottning Desideria preglade medaljer, numismatotypiskt afbildade. Wallgren var en fint bildad, men föga produktiv konstnär, vars styrka låg i en riktig, men ibland något tung, teckning och god kännedom om kostymen. Däremot var han svagare i komposition och hans färgsinne var ej synnerligt utvecklat. Han var gift första gången med Anna Lovisa Zachrisson och andra gången med Maria Magdalena Rylander. Wallgren finns representerad vid bland annat Uppsala universitetsbibliotek, Nationalmuseum och Kungliga biblioteket i Stockholm, Malmö museum, Östergötlands museum, Norrköpings Konstmuseum och Sävstaholms slott.